# صفي قولي خان
ميرمان ميريمانيدزه المعروف باسم صفيقولي خان (تُوفي عام 1631 م)، كان مسؤولاً صفويًا وغلامًا خدم في عهد عباس الأول (1588-1629 م) وصفي (1629-1642 م).

## السيرة
كان الاسم الأصلي لصفي قولي هو ميرمان، وكان عضوًا في عشيرة ميريمانيدزه. كان اسم والده مالك قورخماز، وكان له أخ اسمه مالك أتابك (أتابجي). كان أحد أعمامه، طهماسب قولي، الذي مُنح لقب أنيس الدولة، أول غلام مؤثر من العائلة.
ارتقى صفي قولي بثبات في صفوف الصفويين ليصبح يوزباشي (ضابطًا) في وقت مبكر من حياته المهنية. وفي وقت لاحق، في 1618-1619 م، أصبح واليًا (داروغا) لجولفا الجديدة في أصفهان ،وعُين حاكمًا (بكلاربيك) لمدينة همدان بعد ذلك بوقت قصير، في 1619-1620 م. وبعد استعادة الشاه عباس الأول لبغداد في عام 1624 م أثناء الحرب العثمانية الصفوية في الفترة من 1623 إلى 1639 م، والتي أنهت عقودًا عديدة من الحكم العثماني، عُين صفي قولي بكلاربيك جديدًا لها. بالإضافة إلى ذلك، عُين قورجي باشي محليًا لمدينة النجف المقدسة.
كان من بين أقاربه المقربين محراب خان (توفي عام 1648/1649) ومنوشهر (الذي كان في وقت ما بكلاربيج من شروان).